# U-17-Fußball-Europameisterschaft der Frauen 2024
Die U-17-Fußball-Europameisterschaft der Frauen 2024 (offiziell 2024 UEFA Women's Under-17 Championship) war die 14. Ausspielung dieses Wettbewerbs für Fußballspielerinnen unter 17 Jahren (Stichtag: 1. Januar 2007) und fand vom 5. bis 18. Mai 2024 in Schweden statt. Das Turnier fand erneut mit acht Mannschaften statt, welche zunächst in zwei Gruppen zu je vier Mannschaften und danach im K.-o.-System gegeneinander antraten. Der Titelverteidiger war Frankreich. Sieger wurden zum fünften Mal die spanischen Juniorinnen, die sich im Finale gegen England durchsetzten.
Die ersten drei Mannschaften des Turniers qualifizierten sich für die U-17-Fußball-Weltmeisterschaft der Frauen 2024 in der Dominikanischen Republik.

## Spielorte
Das Endturnier hat an den beiden Spielorten Malmö und Lund stattgefunden.
| Malmö |

| Lund |

| Malmö |

| Lund |

## Teilnehmer
| Teilnehmer | Qualifikation                   | Endrunden- teilnahmen | Letzte Teilnahme     | Beste Platzierung                             |
| ---------- | ------------------------------- | --------------------- | -------------------- | --------------------------------------------- |
| Schweden   | Gastgeber                       | 3.                    | 2023 (Gruppenphase)  | Finale (2013)                                 |
| Frankreich | Sieger der Runde 2 – Gruppe A 1 | 10.                   | 2023 (Europameister) | Europameister (2023)                          |
| Portugal   | Sieger der Runde 2 – Gruppe A 2 | 3.                    | 2019 (Halbfinale)    | Halbfinale (2019)                             |
| Belgien    | Sieger der Runde 2 – Gruppe A 3 | 2.                    | 2013 (Vierter Platz) | Vierter Platz (2013)                          |
| Norwegen   | Sieger der Runde 2 – Gruppe A 4 | 6.                    | 2022 (Gruppenphase)  | Vierter Platz (2009, 2016), Halbfinale (2017) |
| Spanien    | Sieger der Runde 2 – Gruppe A 5 | 13.                   | 2023 (Finale)        | Europameister (2010, 2011, 2015, 2018)        |
| England    | Sieger der Runde 2 – Gruppe A 6 | 9.                    | 2023 (Halbfinale)    | Dritter Platz (2016), Halbfinale (2023)       |
| Polen      | Sieger der Runde 2 – Gruppe A 7 | 4.                    | 2023 (Gruppenphase)  | Europameister (2013)                          |

## Endrunde

### Gruppenphase
Die beiden bestplatzierten Teams jeder Gruppe bestritten das Halbfinale. Bei Unentschieden nach regulärer Spielzeit folgte ein Elfmeterschießen.

#### Kriterien bei Punkt- und Torgleichheit
Artikel 17: Punktegleichheit – Endrunde:
17.01: Wenn zwei oder mehr Mannschaften derselben Gruppe nach Abschluss der Gruppenspiele die gleiche Anzahl Punkte aufweisen, wird die Platzierung nach folgenden Kriterien in dieser Reihenfolge ermittelt:
- höhere Punktzahl aus den Direktbegegnungen der betreffenden Mannschaften;
- bessere Tordifferenz aus den Direktbegegnungen der betreffenden Mannschaften;
- größere Anzahl erzielter Tore aus den Direktbegegnungen der betreffenden Mannschaften;
- wenn nach der Anwendung der Kriterien a) bis c) immer noch mehrere Mannschaften denselben Platz belegen, werden die Kriterien a) bis c) erneut angewendet, jedoch ausschließlich auf die Direktbegegnungen der betreffenden Mannschaften, um deren endgültige Platzierung zu bestimmen. Führt dieses Vorgehen keine Entscheidung herbei, werden die Kriterien e) bis h) in dieser Reihenfolge auf die zwei oder mehr Mannschaften angewendet, die immer noch punktgleich sind;
- bessere Tordifferenz aus allen Gruppenspielen;
- größere Anzahl erzielter Tore aus allen Gruppenspielen;
- geringere Gesamtzahl an Strafpunkten auf der Grundlage der in allen Gruppenspielen von Spielern und Mannschaftsoffiziellen erhaltenen gelben und roten Karten (rote Karte = 3 Punkte, gelbe Karte = 1 Punkt, Platzverweis nach zwei gelben Karten in einem Spiel = 3 Punkte);
- bessere Platzierung in der Koeffizientenrangliste für die Qualifikationsrunde.

17.02: Treffen zwei Mannschaften im letzten Gruppenspiel aufeinander, die dieselbe Anzahl Punkte sowie die gleiche Tordifferenz und gleiche Anzahl erzielter und erhaltener Tore aufweisen, und endet das betreffende Spiel unentschieden, wird die endgültige Platzierung der beiden Mannschaften durch Elfmeterschießen ermittelt, vorausgesetzt, dass keine andere Mannschaft derselben Gruppe nach Abschluss aller Gruppenspiele dieselbe Anzahl Punkte aufweist. Haben mehr als zwei Mannschaften dieselbe Anzahl Punkte, finden die Kriterien von Absatz 17.01 Anwendung.

### Gruppe A
Die Anstoßzeiten sind in Ortszeit angegeben.
| Pl. | Land       | Sp. | S | U | N | Tore    | Diff. | Punkte |
| --- | ---------- | --- | - | - | - | ------- | ----- | ------ |
| 1.  | England    | 3   | 3 | 0 | 0 | 009:100 | +8    | 09     |
| 2.  | Frankreich | 3   | 2 | 0 | 1 | 011:300 | +8    | 06     |
| 3.  | Norwegen   | 3   | 1 | 0 | 2 | 002:110 | −9    | 03     |
| 4.  | Schweden   | 3   | 0 | 0 | 3 | 003:100 | −7    | 0      |

|                                    |   |            |           |
| 5. Mai 2024 um 13:00 Uhr in Lund   |   |            |           |
| England                            | – | Norwegen   | 3:0 (2:0) |
| 5. Mai 2024 um 15:30 Uhr in Malmö  |   |            |           |
| Schweden                           | – | Frankreich | 2:3 (0:1) |
| 8. Mai 2024 um 15:30 Uhr in Malmö  |   |            |           |
| Norwegen                           | – | Frankreich | 0:8 (0:4) |
| 8. Mai 2024 um 18:30 Uhr in Lund   |   |            |           |
| Schweden                           | – | England    | 1:5 (1:5) |
| 11. Mai 2024 um 15:30 Uhr in Lund  |   |            |           |
| Norwegen                           | – | Schweden   | 2:0 (1:0) |
| 11. Mai 2024 um 15:30 Uhr in Malmö |   |            |           |
| Frankreich                         | – | England    | 0:1 (0:0) |

### Gruppe B
Die Anstoßzeiten sind in Ortszeit angegeben.
| Pl. | Land     | Sp. | S | U | N | Tore    | Diff. | Punkte |
| --- | -------- | --- | - | - | - | ------- | ----- | ------ |
| 1.  | Spanien  | 3   | 3 | 0 | 0 | 009:000 | +9    | 09     |
| 2.  | Polen    | 3   | 1 | 1 | 1 | 002:200 | ±0    | 04     |
| 3.  | Portugal | 3   | 1 | 1 | 1 | 002:400 | −2    | 04     |
| 4.  | Belgien  | 3   | 0 | 0 | 3 | 000:700 | −7    | 0      |

|                                    |   |          |           |
| 6. Mai 2024 um 15:30 Uhr in Lund   |   |          |           |
| Polen                              | – | Belgien  | 1:0 (1:0) |
| 6. Mai 2024 um 18:30 Uhr in Malmö  |   |          |           |
| Spanien                            | – | Portugal | 3:0 (0:0) |
| 9. Mai 2024 um 13:00 Uhr in Malmö  |   |          |           |
| Belgien                            | – | Portugal | 0:1 (0:0) |
| 9. Mai 2024 um 15:30 Uhr in Lund   |   |          |           |
| Spanien                            | – | Polen    | 1:0 (0:0) |
| 12. Mai 2024 um 15:30 Uhr in Lund  |   |          |           |
| Belgien                            | – | Spanien  | 0:5 (0:0) |
| 12. Mai 2024 um 15:30 Uhr in Malmö |   |          |           |
| Portugal                           | – | Polen    | 1:1 (0:1) |

### Halbfinale
|                                    |   |            |           |
| 15. Mai 2024 um 15:30 Uhr in Lund  |   |            |           |
| Spanien                            | – | Frankreich | 6:1 (6:0) |
| 15. Mai 2024 um 18:30 Uhr in Malmö |   |            |           |
| England                            | – | Polen      | 2:0 (2:0) |

### Spiel um Platz 3
|                                   |   |            |                      |
| 18. Mai 2025 um 13:00 Uhr in Lund |   |            |                      |
| Polen                             | – | Frankreich | 2:2 (1:2), 4:2 i. E. |

### Endspiel
|                                    |   |         |           |
| 18. Mai 2025 um 17:00 Uhr in Malmö |   |         |           |
| England                            | – | Spanien | 0:4 (0:2) |

## Schiedsrichterinnen
Hauptschiedsrichterinnen:
- Fabienne Michel
- Lotta Vuorio
- Martina Molinaro
- Oxana Cruc
- Deborah Anex
- Miriama Bočková
- Michaela Pachtová
- Cansu Tiryaki

Schiedsrichterassistentinnen:
- Edjena Kapxhiu
- Ainhoa Fernández
- Katrine Stensholm
- Daniela Göttlinger
- Nikolett Bizderi
- Ivona Pejić
- Martina Boer
- Roxana Ivanov

## Beste Torschützinnen
Es wurden 55 Tore in 16 Spielen erzielt, dies ergab einen Schnitt von 3,44 Toren pro Spiel. Es gab 17 weitere Spielerinnen, die jeweils ein Tor erzielten. Des Weiteren gab es zwei Eigentore.
| Rang | Spieler           | Tore |
| ---- | ----------------- | ---- |
| 1    | Alba Cerrato      | 7    |
| 2    | Celia Segura      | 5    |
| 3    | Rachael Adedini   | 4    |
| 4    | Lua Calo          | 3    |
|      | Isabella Fisher   | 3    |
|      | Ainoa Gómez       | 3    |
|      | Justine Rouquet   | 3    |
| 8    | Mymithye Bironien | 2    |
|      | Lola Brown        | 2    |
|      | Felicia Schröder  | 2    |
|      | Oliwia Związek    | 2    |

## Mannschaft des Turniers
| Position   | Spielerin                                                        |
| ---------- | ---------------------------------------------------------------- |
| Tor        | Oliwia Związek                                                   |
| Abwehr     | Nelly Las Cecily Wellesley-Smith Amaya García Aiara Agirrezabala |
| Mittelfeld | Weronika Araśniewicz Anaïs Ebayilin Ainoa Gómez                  |
| Angriff    | Celia Segura Alba Cerrato (Spielerin des Turniers) Lola Brown    |

## Qualifiziert für die U-17-WM der Frauen 2024
| Teilnehmer | Qualifikation             | Teilnahmen | Turniere                     |
| ---------- | ------------------------- | ---------- | ---------------------------- |
| Spanien    | EM-Finale (15. Mai 2024)  | 5.         | 2010, 2014, 2016, 2018, 2022 |
| England    | EM-Finale (15. Mai 2024)  | 2.         | 2008, 2016                   |
| Polen      | EM-Dritter (18. Mai 2024) | Debüt      |                              |